# 17e régiment d’infanterie
Das 17e régiment d’infanterie war ein Regiment der französischen Armee, das 1597 als Regiment du Bourg de Lespinasse aufgestellt wurde und unter wechselnden Bezeichnungen bis 1921 bestand.
Es gehörte zu den Petits Vieux (den Kleinen Alten) Regimentern – mit den angesehensten des französischen Heeres – nach den sechs Regimentern der Grands Vieux – der Großen Alten.

## Aufstellung und signifikante Änderungen
- 6. März 1597: Aufstellung des Regiment du Bourg de Lespinasse durch einen Erlass von[1] Heinrich IV.
- Dezember 1621: Eingliederung in das Régiment d’Estissac
- 1633: Das Régiment d’Estissac wurde zum  Régiment de Maugiron
- 15. September 1635: Das Régiment de Maugiron erhielt als Regimentsfahne die weiße Fahne der Bourbonen[2] und übernahm den Namen Régiment d’Auvergne.
- 18. April 1776: Das «Régiment d’Auvergne» wurde geteilt:

Das 1. und 3. Bataillon führten weiterhin die Bezeichnung, Uniform und Fahne des Régiment d’Auvergne.
Das 2. und 4. Bataillon formierten das Régiment de Gâtinais
- 1. Januar 1791: Im Zuge der Revolution verloren alle Regimenter ihre bisherigen Namen und wurden nur noch mit Nummern bezeichnet. Das «Régiment d’Auvergne» wurde in 17e «régiment d’infanterie» (ci-devant d’Auvergne) umbenannt.

Erste Umorganisation (Premier amalgame) mit dem „28 thermidor an II“ (15. August 1794)
Das 1. Bataillon des 17e régiment d’infanterie (vormals Régiment d'Auvergne) wurde mit dem
2e bataillon de volontaires de la Nièvre
10e bataillon de Seine-et-Oise
zur 33e demi-brigade de bataille zusammengelegt. formiert.
Bei der „Zweiten Zusammenlegung“ wurde diese in die „17e demi-brigade de deuxième formation“ eingegliedert.
Das 2. Bataillon des 17e régiment d'infanterie wurde mit dem
3e bataillon de la Meuse und dem
4e bataillon de la Moselle
zur 34e demi-brigade de bataille zusammengelegt.
Umorganisation vom  „7 floréal an II“  (26. April 1794)
- Zusammenlegung des

„2e régiment d’infanterie“ des
„17e régiment d’infanterie“ des
«3e bataillon de volontaires de la Meuse» und des
«4e bataillon de volontaires de la Moselle» zur
34e demi-brigade d’infanterie
Umorganisation mit dem „18 nivose an IV“ (8. Januar 1796)
- - Die la «33e demi-brigade» wurde  mit der:
- «178e demi-brigade», gebildet aus dem  2e bataillon des 99e régiment d’infanterie (vormals  Régiment de Royal Deux-Ponts), dem «6e bataillon de volontaires du Nord» und dem «7e bataillon de volontaires de la Seine-Inférieure».

und der:
- Demi-brigade d’Eure et Landes, bestehend aus dem: «5e bataillon de volontaires de l’Eure», «5e bataillon de volontaires des Landes» und dem «6e bataillon de volontaires de la Haute-Garonne» wurde zur:
- 17e demi-brigade[6][7] zusammengelegt.

- 1803: Die 17e demi-brigade wurde in 17e régiment d’infanterie de ligne umbenannt und führte dei Tradition des vormaligen „17e régiment d'infanterie“ fort
- 1816: Bei der Restauration erhielt das Regiment seinen alten Namen zurück
- 1854: Umbenennung in 17e régiment d’infanterie
- 1914: Bei der Mobilisation stellte es sein Reserveregiment, das «217e régiment d’infanterie» auf.
- 1921: Deaktiviert

## Mestres de camp/Colonels/Chefs de brigade
Mestre de camp war von 1569 bis 1661 und von 1730 bis 1780 die Rangbezeichnung für den Regimentsinhaber und/oder für den mit der Führung des Regiments beauftragten Offizier. Die Bezeichnung „Colonel“ wurde von 1721 bis 1730, von 1791 bis 1793 und ab 1803, „Chef de brigade“ von 1793 bis 1803 geführt.
Nach 1791 gab es keine Regimentsinhaber mehr.
Sollte es sich bei dem Mestre de camp/Colonel um eine Person des Hochadels handeln, die an der Führung des Regiments kein Interesse hatte, so wurde das Kommando dem „Mestre de camp lieutenant“ (oder „Mestre de camp en second“) respektive dem Colonel-lieutenant oder Colonel en second überlassen.
Régiment du Bourg de Lespinasse
- 6. März 1597: Antoine du Maine, baron du Bourg de Lespinasse
- Februar 1619: Gaspard de Champagne, comte de La Suze
- 1620: Charles, marquis de Lauzières[8]

Régiment d'Estissac
- 20. Dezember 1621: Benjamin de La Rochefoucauld, comte d'Estissac[9]
- 1. Mai 1629: François de La Rochefoucauld, prince de Marsillac[10]
- 24. März 1631: Louis Olivier, marquis de Leuville

Régiment de Maugiron
- 1. März 1633: Claude, comte de Maugiron

Régiment d'Auvergne
- 15. September 1635: Claude, comte de Maugiron
- 13. März 1641: Balthazar, comte de La Roüe
- März 1645: Marie Madeleine Dreux d'Aubray, marquise de Brinvilliers
- 1647: N. de Cossart, baron d'Espiès
- 4. Juni 1650: Jean-Louis de Louët, marquis de Calvisson
- September 1655: N. de Forbin, marquis de Janson
- 1661: N. Le Bouteillier de Senlis, comte de Moussy
- 1664: Paul de Saint-Aignan, comte de Séry
- 1666: Charles Honoré d’Albert de Luynes, duc de Chevreuse
- 1670: François-Annibal d’Estrées, marquis de Cœuvres
- 24. April 1680: Nicolas, marquis de Presle
- 15. Januar 1695 bis Dezember 1702: Claude-François de Bouthillier, marquis de Chavigny[11]
- 1. April 1703: Jean-Louis de Wassinghac, chevalier d'Imécourt[12]
- 4. Januar 1705: David d'Alba,  seigneur de Grateloup
- 5. Juni 1716: Georges-Jacques, comte de Clermont d'Amboise[13]
- 15. Juni 1734: Georges-Erasme, marquis de Contades
- 21. Februar 1740: Armand-Henri, marquis de Clermont-Gallerande[14]
- 6. März 1743: Emmanuel-Félicité de Durfort, duc de Duras
- 26. Mai 1745: César-François de Beauvoir, marquis de Chatellux
- 7. März 1759: Jean-Baptiste-Donatien de Vimeur, marquis de Rochambeau
- 20. Februar 1761: Charles-François-Ferdinand, marquis de Champagne-Chapton
- 4. August 1771: Mathieu-Paul-Louis de Montmorency, vicomte de Laval
- 10. März 1788: Sophie-Jacques, marquis de Courbon-Blénac

Revolution und Kaiserreich
- 25. Juli 1791: Colonel Guillaume Mathieu Dumas de Saint-Marcel[15]

[…]
- 1804: Colonel Nicolas François Conroux
- 26. Dezember 1805: Colonel Pierre Lanusse
- 1808: Colonel Jacques-Alexandre Romeuf
- 1809: Colonel Jacques Joseph Oudet
- 21. September 1809: Colonel Louis Vasserot
- 1813: Colonel François de Susbielle
- 1814: Colonel Nicolas-Noel Gueurel
- 1804: Colonel Nicolas François Conroux
- 26. Dezember 1805: Colonel Pierre Lanusse
- 1808: Colonel Jacques-Alexandre Romeuf
- 1809: Colonel Jacques Joseph Oudet
- 21. September 1809: Colonel Louis Vasserot
- 1813: Colonel Colonel Francois Susbielle
- 1814: Colonel Nicolas-Noel Gueurel

In diesem Zeitraum Gefallene oder verwundete Regimentskommandanten
- Colonel Conroux, verwundet am 2. Dezember 1805
- Colonel Pierre Lanusse, verwundet am 10. Juni 1807
- Colonel Oudet, verwundet am 20. April 1809, an der Verwundung am 6. Juli 1809 verstorben.
- Colonel Vasserot, verwundet am 17. August 1812 und am 29. November 1812
- Colonel Susbielle, verwundet am 30. August 1813

Anzahl der zwischen 1804 und 1815 verwundeten und gefallenen Offiziere:
- Gefallen: 43
- Verwundet: 250
- An den Verwundungen gestorben: 36

### Während der Restauration
- 1815: Colonel De la Roche Fontenille
- 1822: Colonel Pierre Raymond Hector d’Aubusson
- 1829: Colonel André Jean Alexandre Duprat
- 1830: Colonel De Veillans
- 1835: Colonel Carcenac
- 1847: Colonel Sonnet

### II. Republik und Zweites Kaiserreich
- 1852: Colonel Le Febvre
- 1852: Colonel Le Brun
- 1854: Colonel Pecqueux
- 1860: Colonel Adam
- 1861: Colonel Adhémar de Lautignac
- 1864: Colonel De Colomb
- 1865: Colonel Valentin Weissemburger[16]

### III. Republik  und IV. Republik
- 1875: Colonel Valessie – Colonel
- 1884: Colonel Belin – colonel
- 1889: Colonel Ravez – colonel
- 1894: Colonel Rigollet – colonel

- 1914: ColonelBrue
- 1914: Chef de bataillon dann Colonel Mareschal.
- 1916: Lieutenant-colonel Paitard, gefallen am 1. Juni 1918 auf seinem Kommandostand bei Pernant durch einen Granatvolltreffer.
- 1918: Chef de bataillon Carré
- 1918: Chef de bataillon Gonse
- 1918: Lieutenant-colonel Péan

## Uniformen des Ancien Régime und bis 1794

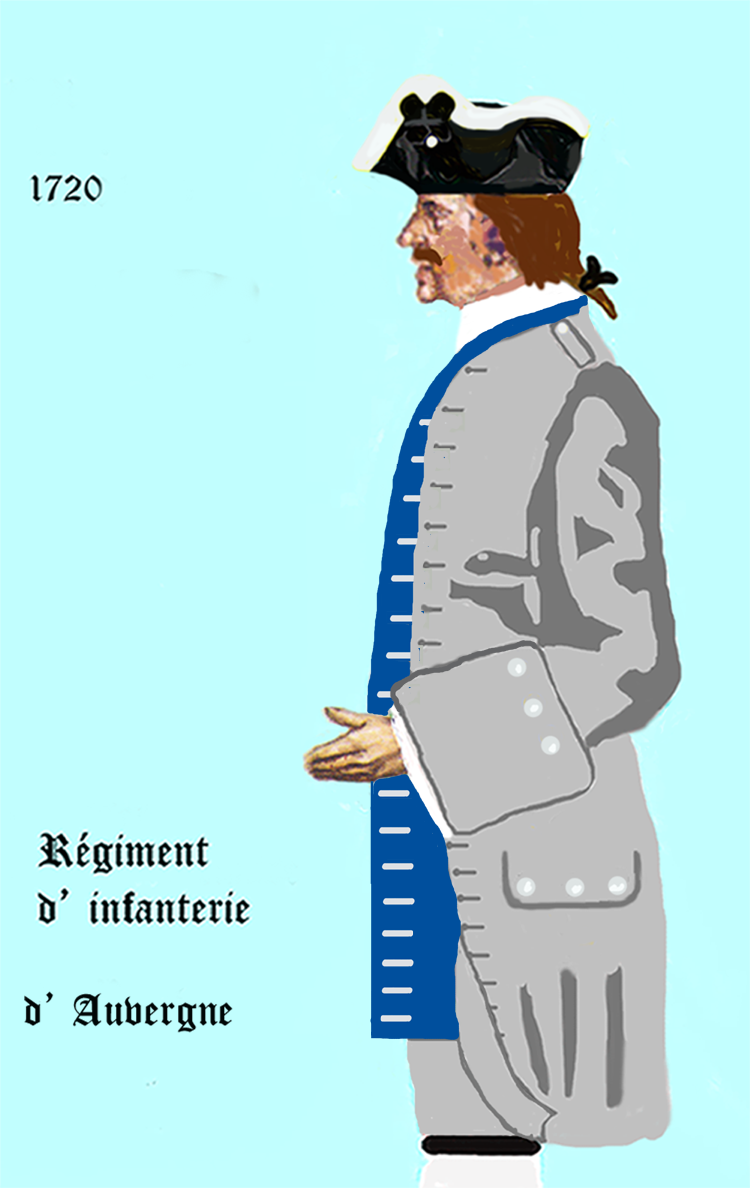
1720–1734
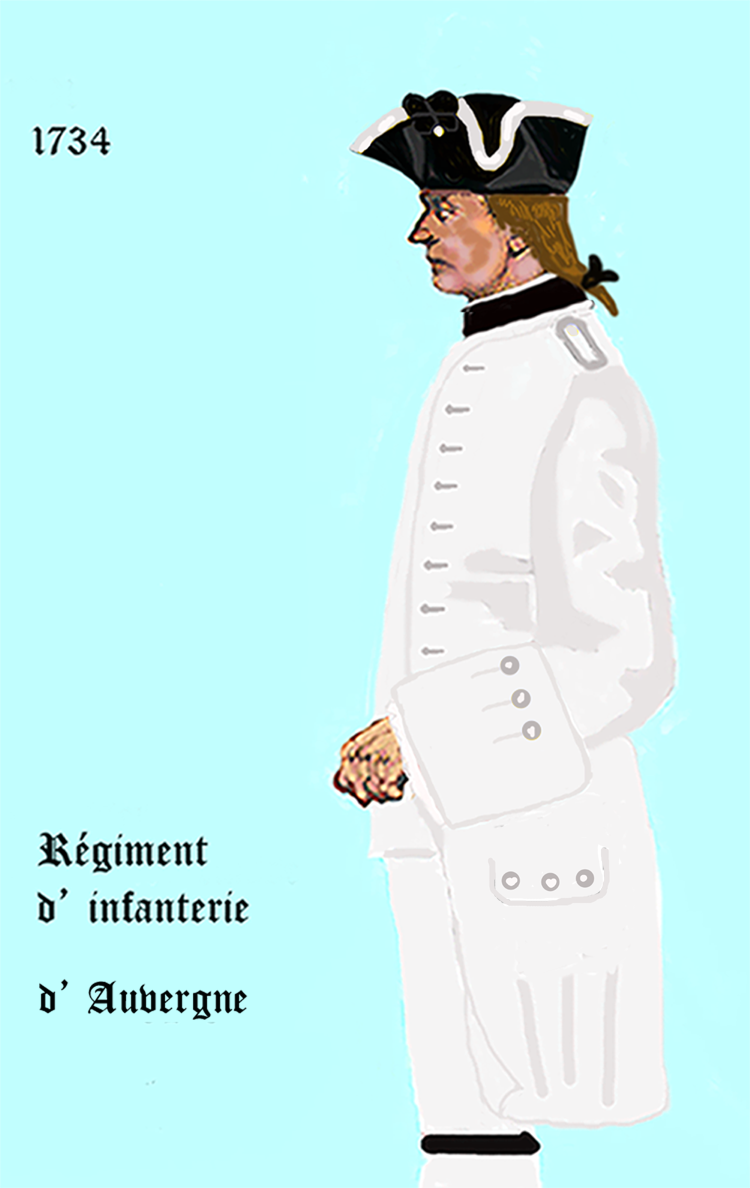
1734–1757
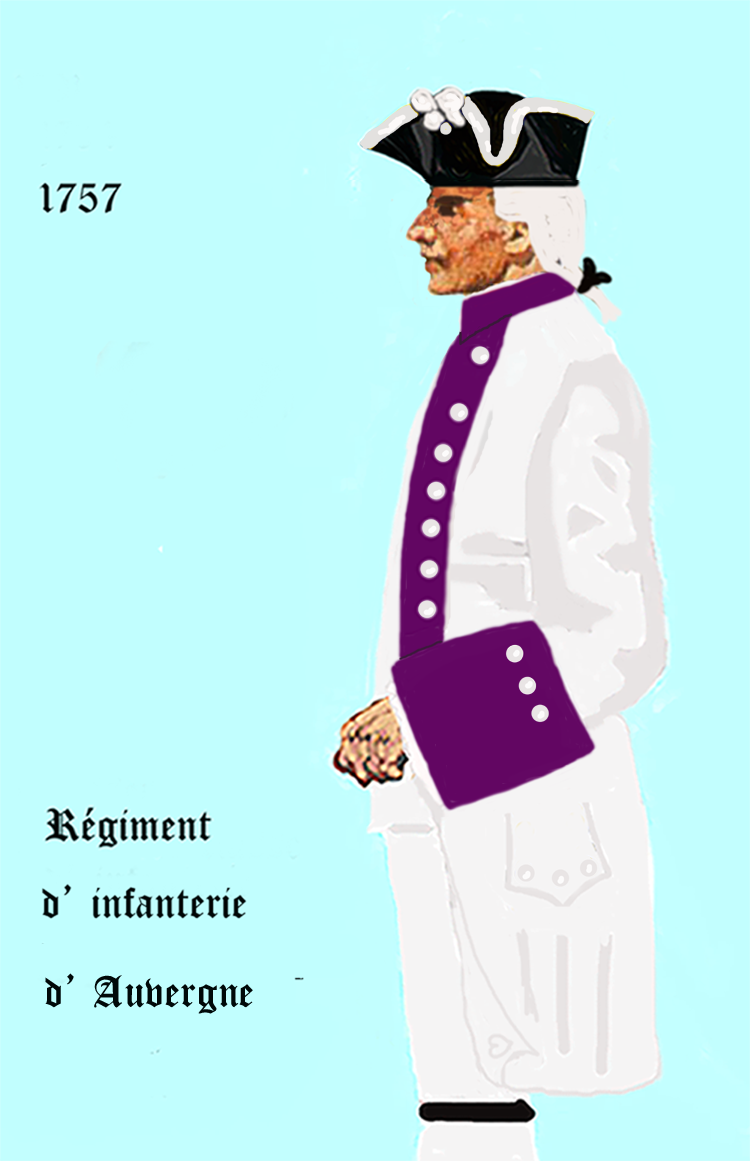
1757–1762
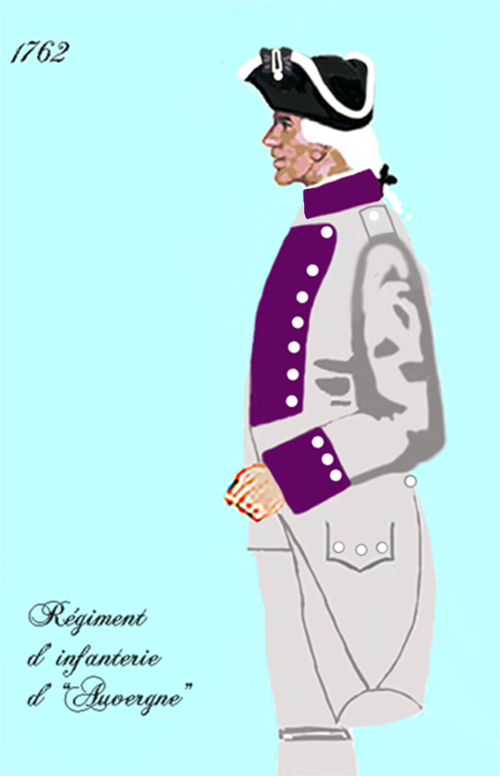
1762–1775
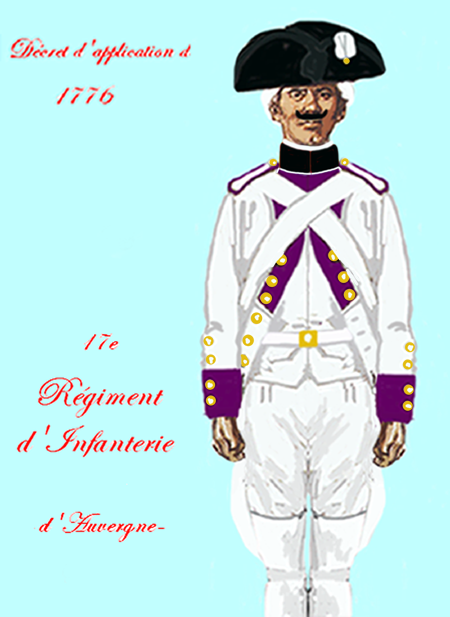
1776–1779
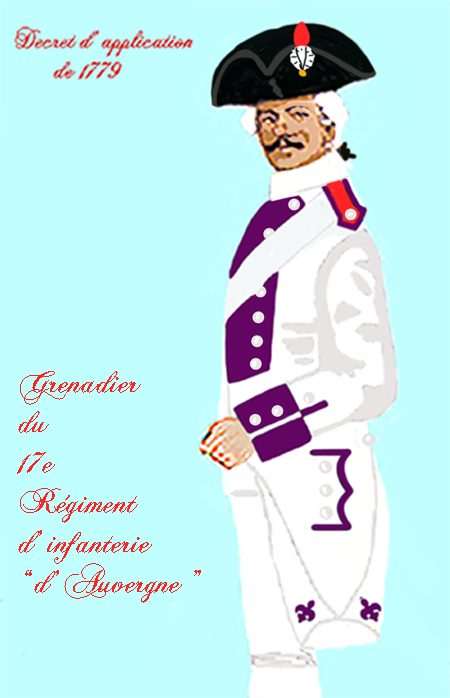
1779–1791
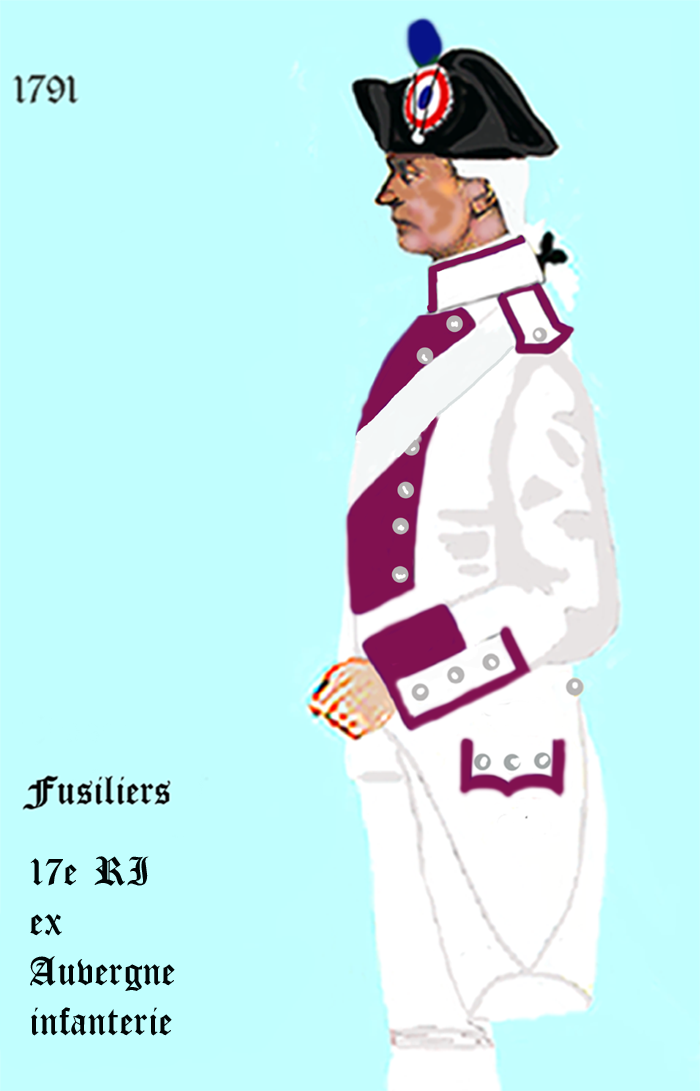
1791–1792
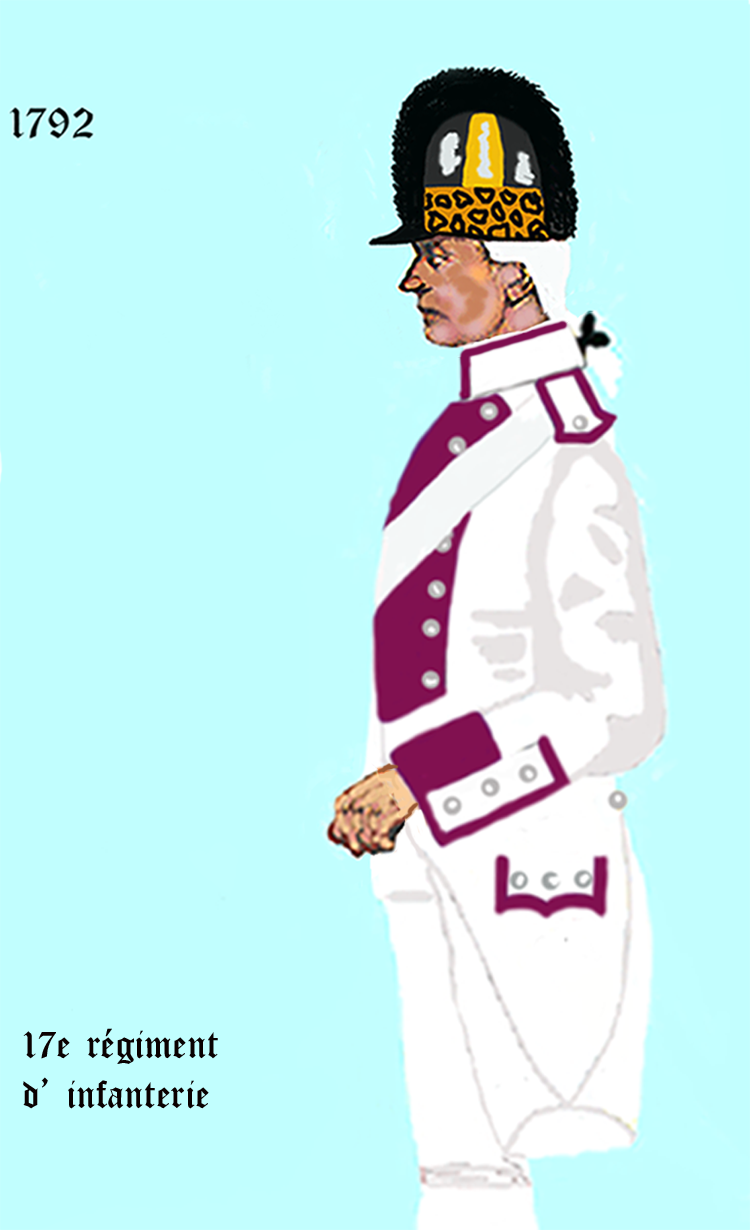
1792–1794

## Einsatzgeschichte

### Hugenottenkriege
- 1597: Belagerung von Amiens
- 1621 Belagerung von Montauban
- 1622: Belagerung von Montpellier

Belagerung von Saint-Jean-d’Angély
- 1656: Bei der Belagerung von Valenza schlug es, zusammen mit dem Régiment de Montpezat, einen Ausfall der Belagerten zurück während eine spanische Entsatzarmee die Belagerer angriff.

### Holländischer Krieg (1672 bis 1678)
- 1672: Am 10. Oktober kam der Statthalter der Niederlande Wilhelm III. (Oranien) um Woerden zu belagern und griff dabei unverzüglich das von 3 Kompanien des Régiment d’Auvergne und einer Kompanie des Régiment de Condé gehaltene Fort Warth an. Diesen Angriff musste er nach großen Verlusten abbrechen.
- 1674: Teilnahme an der Schlacht bei Seneffe in der das Regiment, zusammen mit dem Régiment de Condé am Angriff auf das Dorf Fay teilnahm und das bis zum Ende des Tages gehalten werden musste.

### Spanischer Erbfolgekrieg (1701 bis 1714)
- 1701:Am 1. September kämpfte es im Brigadeverband zusammen mit dem Régiment de Médoc bei Chiari
- 1707:Im Oktober stand das Regiment bei der Belagerung von Lleida

### Österreichischer Erbfolgekrieg (1742 bis  1748)
- 1742: Zusammen mit dem Régiment d’Enghien marschierte es im März nach Bayern, machte Station in Donauwörth und Neuburg an der Donau und zog dann weiter nach Böhmen. Hier war es an der Einnahme von Elbogen und Kaaden beteiligt. Danach erfolgte der Rückzug nach Braunau am Inn und die Einquartierung in Landshut.
- 1747: Es nahm an der Eroberung von Niederländisch-Flandern teil und stand dann im Camp de Doël, wo es vom Régiment de Bettens abgelöst wurde.

### Siebenjähriger Krieg (1757 bis 1763)
- 1760: Gefecht bei Rhadern

- 1705:

Im Spanischen Erbfolgekrieg kämpfte das Regiment zusammen mit dem Régiment de Médoc im Gefecht bei Calcinato
- 1743: während des Österreichischen Erbfolgekrieges wurde das Regiment zur Armee von Maréchal de Noailles abkommandiert und stellte, zusammen mit dem „Régiment d'Orléans“, die Besatzung von Seligenstadt. Anschließend kämpfte es in der Schlacht bei Dettingen

1760 bis 1762:
1760 marschierte es mit dem Régiment d’Orléans und nahm mit diesem am Gefecht bei Korbach, im Gefecht bei Sandershausen  und in der Schlacht bei Kloster Kampen teil. Im folgenden Jahr erfolgte die Teilnahme an der Schlacht bei Vellinghausen und der Belagerung von Meppen.
- 31. August 1790: Teile des Regiments waren an der Niederschlagung der Meuterei in Nancy beteiligt

### Kriege der Revolution und des Ersten Kaiserreichs
- 1792: Das 1. Bataillon und die Grenadierkompanie des 2. Bataillons wurden an die «Armée du Nord» unter Gilbert du Motier de La Fayette  abgegeben, während das restliche Regiment in Metz verblieb und dort zur «Armèe du centre» unter Kellermann gehörte.

20. September: Beide Bataillone des Regiments waren an der Kanonade bei Valmy beteiligt. Nach dem Abzug der Preußen aus Frankreich zog es unter Dumouriez nach Belgien und kämpfte in der Schlacht bei Jemappes. Danach wurde es zur Armée de la Moselle kommandiert und nahm im Dezember am Feldzug nach Trier teil.
- 1793:

18. März: Schlacht bei Neerwinden, die mit einem Desaster für die Franzosen endete. Nach der Schlacht zogen sich die französischen Truppen nach Kumtich und Pellenberg zurück.
22. März: Die Kaiserlichen Truppen starteten einen Generalangriff auf Pellenberg und Korbeek. Ungarische Grenadiere eroberten Bierbeek vor der Front von der Division Le Veneur. Dieser schickte dann das 17e RI um die Front zu stabilisieren. Das Regiment mit seinem Kommandeur, Colonel Dumas, stürzte sich auf die Ungarn, die mit gefälltem Bajonett aus Bierbeck vertrieben wurden, zwei Kanonen und die Hälfte von zwei Bataillonen als Gefallene zurücklassend. Jedoch waren die französischen Truppen nach der Niederlage von Neerwinden demoralisiert, sie zogen sich aus Belgien in Richtung Valenciennes zurück. Während dieses Rückzuges gehörte das 17e RI zur Nachhut und war an kleineren Gefechten bei Condé und Valenciennes beteiligt.
8. Mai: Das 17e RI sorgte als Nachhut im Feuer österreichischer Batterien für einen geordneten Rückzug.
15. September – 16. Oktober: Beteiligung an der Verteidigung von Maubeuge
16. Oktober: Zur Schlacht bei Wattignies aus Maubeuge abgezogen.
- 1793–1794: das 1. Bataillon des Regiments verblieb weiterhin bei der «Armée du Nord» (Nordarmee) und nahm an der Eroberung der Niederlande teil.

Am 15. August wurde das Bataillon mit dem «10e bataillon des volontaires de Seine-et-Oise» genannt «Bataillon de Versailles» und dem «2e  bataillon des volontaires de la Niévre» zur 33e demi-brigade zusammengelegt.
- 1793–1794: Das 2. Bataillon gehörte zur Armée de Sambre-et-Meuse und nahm an deren Feldzügen teil.

Am 26. April 1794 wurde das Bataillon mit dem «3e bataillon de volontaires de la Meuse» und dem «4e bataillon de volontaires de la Moselle» zur «34e demi-brigade» zusammengelegt.
Im gleichen Jahr erfolgte jedoch bereits wieder die Rückgliederung der beiden Halb-Brigaden zum 17e régiment d’ infanterie
- 1794:

am 26. Juni Teilnahme an der Schlacht bei Fleurus
Im Oktober zeitweise bei der Belagerungsarmnee vor Mainz
- 1796: war das Regiment der «Armée de Rhin-et-Moselle» zugeteilt. Schlacht bei Biberach und Schlacht bei Emmendingen
- 1797:

20. April: das Regiment kämpfte in der Schlacht bei Diersheim
- 1799: zeichnete sich das Regiment in den folgenden Kämpfen aus:

26. – 30. März:  Schlacht bei Pastrengo
5. April: Schlacht bei Magnano
27. April: Schlacht bei Vaprio
2. – 5. Juni: Erste Schlacht von Zürich
19. Juni: Schlacht an der Trebbia,
15. August: Schlacht bei Novi
28. September: Schlacht bei Mondovi
4. November: Schlacht bei Genola
- 1805: Feldzug gegen Österreich

2. Dezember:  Schlacht bei Austerlitz
- 1806: Feldzug in Preußen und Polen

14. Oktober: Schlacht bei Jena und Auerstedt
Gefecht bei Saalbourg und Schleiz
Schlacht bei Pułtusk
Feldzug in Polen
Schlacht bei Eylau
Schlacht bei Heilsberg
- 1809: Spanischer Unabhängigkeitskrieg

Schlacht bei Braga
Feldzug nach Deutschland und Österreich
Schlacht bei Teugn-Hausen,
Schlacht bei Eckmühl,
Schlacht bei Aspern
Schlacht bei Wagram
- 1812: Russlandfeldzug

Schlacht um Smolensk,
Schlacht an der Beresina,
Schlacht bei Wjasma
Schlacht bei Krasnoje
- 1813: Kämpfe in Deutschland

Schlacht um Dresden,
Schlacht bei Kulm,
Teplice
Belagerung von Stettin
- 1814: Kämpfe in Frankreich

Belagerung von Bergen op Zoom
Schlacht bei Courtrai
- 1815: Feldzug nach Belgien

Schlacht bei Waterloo

### 1815–1848
- 1830: Die beiden einsatzfähigen Bataillone wurden beim Feldzug zur Eroberung Algeriens eingesetzt.
  - 24. Juni 1830: Schlacht bei Sidi Khalef
  - 25. – 29. Juni 1830: Schlacht bei Dély Ibrahim[22]
  - 5. Juli 1830: Einnahme von Algier
  - 17. – 19. November 1830: Expédition nach Blida (Atlasgebirge)
  - 17. Dezember: Das Regiment trifft in Oran ein
  - November 1831: Rückkehr nach Frankreich

### Second Empire

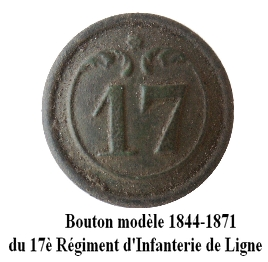
Uniformkopf

Am 1. August 1870 war das Regiment der «Armée du Rhin» (Rheinarmee) zugeteilt.
Zusammen mit dem «19e bataillon de chasseurs à pied» (19. Jägerbataillon) unter Commandant Marqué, und dem 27e régiment d’infanterie unter Colonel De Barolet, bildeten sie die «1e Brigade», befehligt von Général Antoine Dominique Abbatucci.

Die «1e Brigade»,«2e Brigade» unter Général Charles Louis de Fontanges de Couzan, zwei Batterien zu je vier Feldgeschützen und eine Batterie Mitrailleusen, sowie eine Pionierkompanie bildeten die 3e Division d’Infanterie (3. Infanteriedivision) kommandiert von dem Général de division Joseph Florent Ernest Guyot de Lespart.

Die Division gehörte zum «5e corps d’armée» (5. Armeekorps) unter dem Kommando von Général de division Pierre de Failly.
- Belagerung von Bitsch
- Schlacht bei Beaumont

### 1871–1914
Vom Beginn der III. Republik an lag das Regiment in Béziers und Agde in Garnison. 1907 weigerte sich das Languedocische Regiment im Aufstand der Winzer des Languedoc (Winzerrebellion im Languedoc) gegen diese Repressalien durchzusetzen.
Die Winzer des Languedoc waren Opfer von Überproduktion, hoher Steuern und billiger Importe geworden. Aus diesem Grunde kam es zu Unruhen in dieser Region, deren Haupterzeugnis der Wein war. Schließlich wurde der Aufstand im Juni vom 10e régiment de cuirassiers aus Lyon niedergeschlagen, wobei es zahlreiche Todesopfer auf der Seite der Aufständischen gab.
Das «17ee RI», in dessen Reihen sich viele Einheimische aus dem Languedoc befanden, wurde von Béziers nach Agde verlegt. Hier waren die Männer besorgt über die Nachrichten, die aus Narbonne zu ihnen drangen. Auf den Befehl nach Béziers zurückzukehren kam es zu Gehorsamsverweigerungen, die Angehörigen des Regiments sammelten sich auf dem Marktplatz « crosse en l’air » (Kolben in die Luft), wobei sie von Hunderten von Sympathisanten unterstützt wurden. Dies war der Höhepunkt des Aufstandes der bald darauf ohne weitere Zwischenfälle endete, insbesondere die Regierung ein Gesetz erließ, das die Chaptalisation erlaubte und damit die Wirtschaftlichkeit der Region erhöhte. Montéhus schrieb den Text zu dem Chanson «17ee RI»  zu dem Raoul Chantegrelet und Pierre Doubis die Melodie beisteuerten und in dem die Verbrüderung des «17ee RI» mit den revoltierenden Weinbauern von 1907 gewürdigt wurde.
Die Militärjustiz erwirkte eine kollektive Bestrafung, die Meuterer des «17ee RI» wurden in Strafeinheiten (compagnies disciplinaires) nach Gafsa in Tunesien versetzt, wo sie allerdings entgegen dem sonst üblichen Procedere der normalen Militärordnung unterstellt blieben. So gab es auch, entgegen den Gerüchten keine Strafrechtliche Verfolgung der Meuterei.
Während des Ersten Weltkrieges wurden die vormaligen Meuterer, wegen ihres schlechten Rufes vorrangig in viele blutige Gefechte des Jahres 1914 geschickt.

### Erster Weltkrieg
Vor Beginn des Krieges war das Regiment in Gap stationiert. Der Stab verlegte 1914 nach Épinal, ein Bataillon war in Rambervillers und zwei Bataillone in der Caserne Haxo in Golbey untergebracht. Es gehörte vom August 1914 bis zum Dezember 1916 zur «25e brigade d’infanterie» der «13e division d’infanterie»  im «21e corps d’armée»

#### 1914
- Operationen im Bereich der  «1re armée», Kämpfe in Lothringen bei Badonviller und Donon,
- 25. August – 4. September: Schlacht am Col de la Chipotte
- 5. – 13. September: Erste Schlacht an der Marne
- Erste Flandernschlacht

#### 1915
- März: Das Rekrutendepot des «17e RI» stellte zwei Kompanien des Reserveregiments «414e régiment d’infanterie» auf.

- 19. August 1915: Kämpfe am Notre-Dame-de-Lorette im Département Pas-de-Calais. Capitaine François Barthélémy Charles Gimel (gefallen).
- Angriffskämpfe im Artois und Septemberoffensive bei Souchez, Givenchy

#### 1916
- Schlacht um Verdun
- Schlacht an der Somme: Estrée, Ablaincourt, Génermont

#### 1917
- Juni – September: Kämpfe an der Aisne – Abschnitt Sancy – Villers-Cotterêts –
- Oktober: Kämpfe bei La Malmaison
- November: Region Meaux – Verlegung an die Somme
- Dezember: Vogesen – Bruyères – Abschnitt Celles-sur-Plaine – Kämpfe bei La Chapelotte

#### 1918
- Angriffskämpfe bei Parly, Soissons, Amblény, Auberive, Saint-Hilaire, Somme-Py

## Nachkriegszeit
Da das Regiment in der Kriegsplanung der französischen Armee nicht mehr berücksichtigt wurde, wurde es im Jahre 1921 aufgelöst.

## Regimentsfahne
Auf der Rückseite der Regimentsfahne sind (seit Napoleonischer Zeit) in goldenen Lettern die Feldzüge und Schlachten aufgeführt, an denen das Regiment ruhmvoll teilgenommen hat.

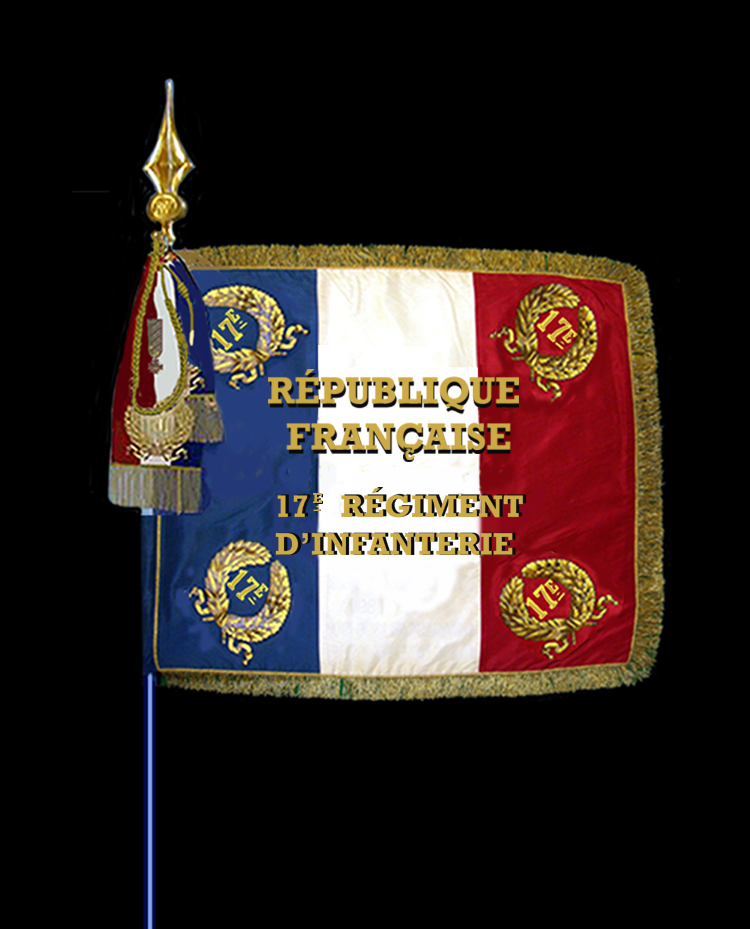
Vorderseite der zuletzt geführte Regimentsfahne
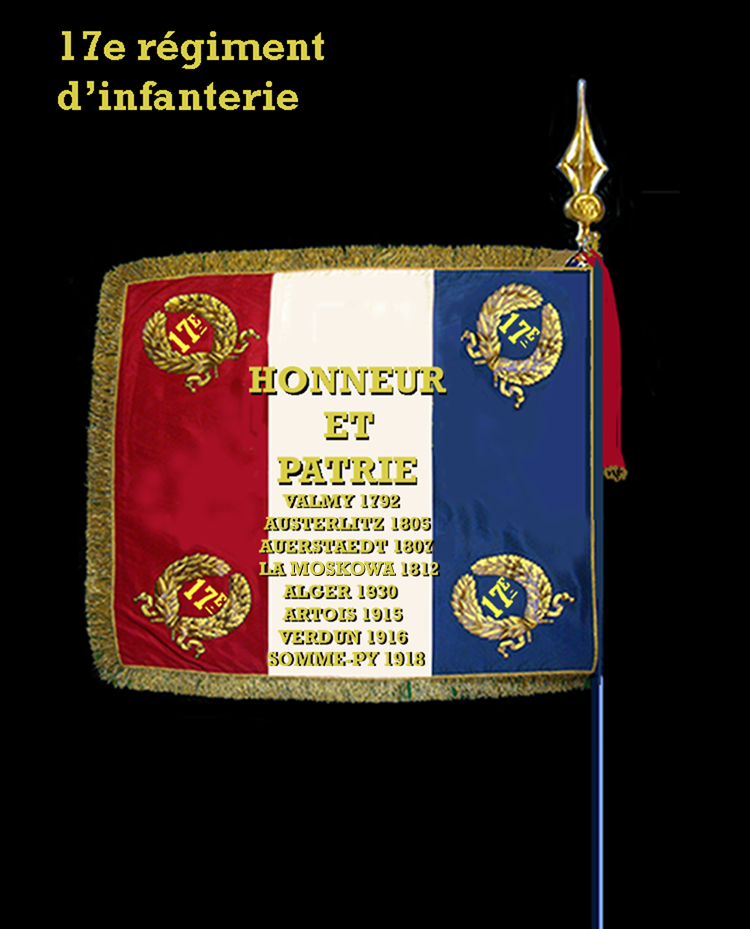
Rückseite der zuletzt geführte Regimentsfahne
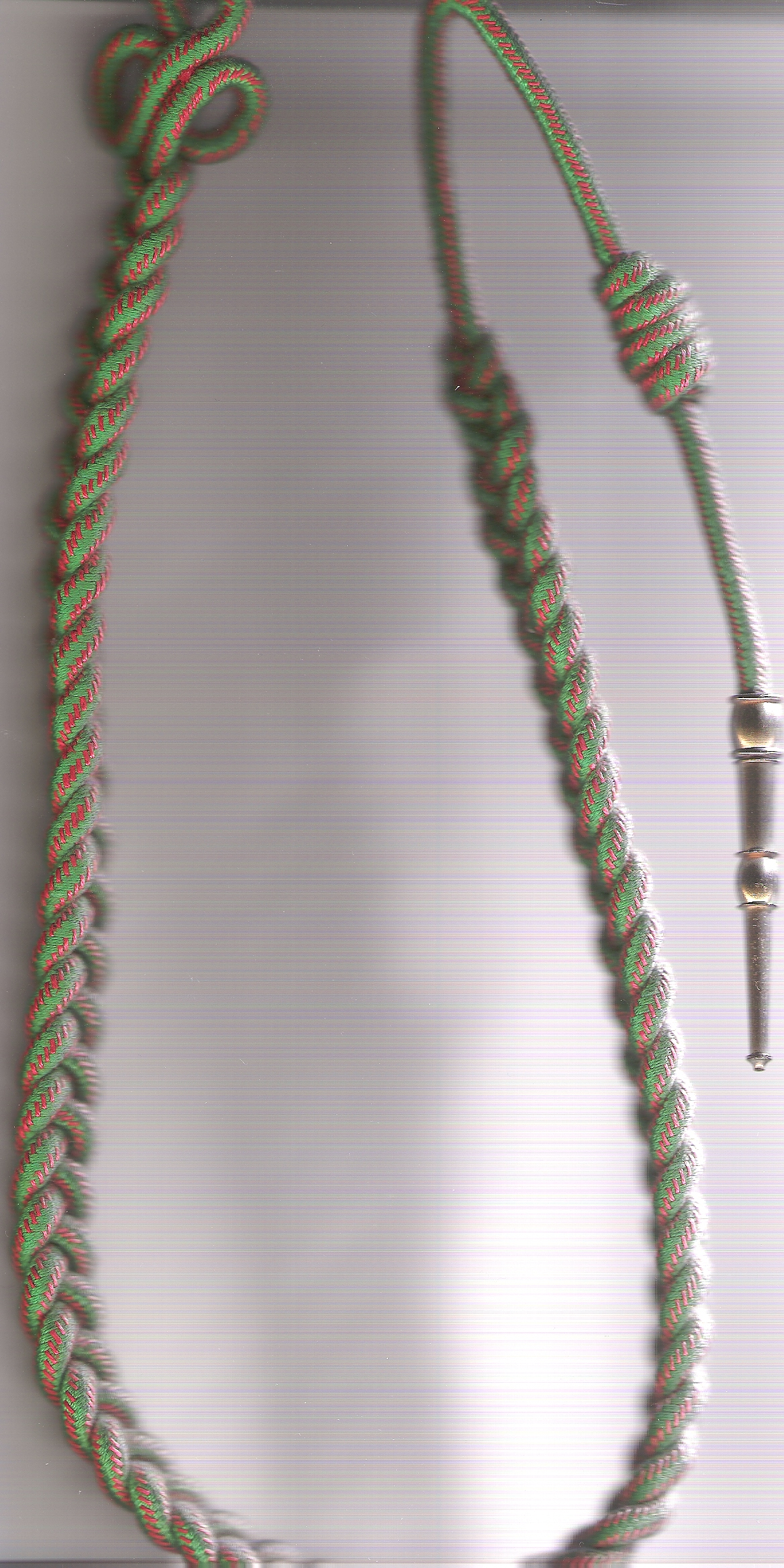
Fourragère in den Farben des Croix de guerre 1914–1918

## Auszeichnungen
Das Fahnenband ist mit dem Croix de guerre 1914–1918 mit zwei Palmenzweigen (zweimalige lobende Erwähnung im Armeebericht) dekoriert.

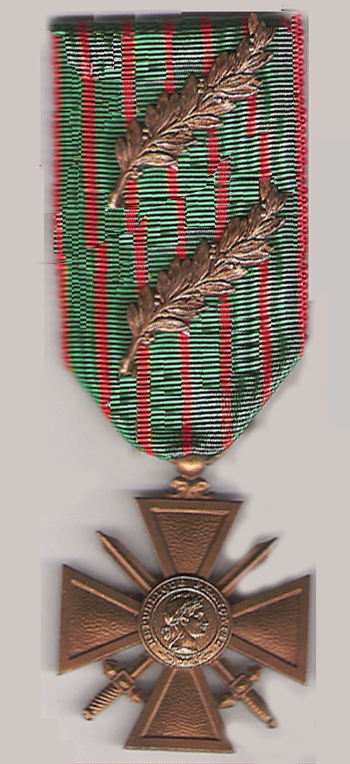
Croix de guerre 1914–1918 mit zwei Palmenzweigen

Das Regiment hat das Recht zum Tragen der Fourragère in den Farben des Croix de guerre 1914–1918.

## Bekannte Angehörige des Regiments
- Jean-Baptiste Donatien de Vimeur de Rochambeau Comte de Rochambeau (1827–1807), Colonel (Oberstinhaber) des Régiment d’Auvergne von 1757 bis 1791, Maréchal de France 1791.
- Claude-Anne de Rouvroy (1743–1819), Duc de Saint-Simon, Cadet im Régiment d’Auvergne.
- Jean de Spens d’Estignols, Baron de Spens d’Estignols (1735–1810), 1747 Lieutenant mit 12 Jahren, 1757 Capitaine Commandant des Bataillons «Chasseurs d’Auvergne», 1769 Major im Régiment d’Auvergne, 1788 Maréchal général des camps et armées du roi und Colonel (Oberstinhaber) des Régiment de La Couronne.
- Der Chevalier du Moulin de Labarthéte, Lieutenant colonel, verwundet in der Schlacht bei Kloster Kampen im Jahre 1760.
- Louis d’Assas du Mercou genannt „le chevalier d’Assas“, Capitaine en second[29] des Chasseurs d’Auvergne, 1760 gefallen in der Schlacht bei Kloster Kampen[30].
- Jean-François de Bourgoing (1748–1811), Schriftsteller und Diplomat, wurde nach dem Verlassen der École militaire de Paris 1768 Offizier im Regiment. Ohne jemals gekämpft zu haben, wechselte er in den diplomatischen Dienst.

## Besonderheiten
Im Jahre 1790 waren Teile des Regiments bei der Niederschlagung der Meuterei in Nancy eingesetzt.